# Sānchor
Sānchor är en ort i Indien.   Den ligger i distriktet Jalore och delstaten Rajasthan, i den västra delen av landet, 700 km sydväst om huvudstaden New Delhi. Sānchor ligger 62 meter över havet och antalet invånare är 29 022.
Terrängen runt Sānchor är platt. Runt Sānchor är det ganska tätbefolkat, med 155 invånare per kvadratkilometer. Det finns inga andra samhällen i närheten. Trakten runt Sānchor består till största delen av jordbruksmark.